# Форум тихоокеанских островов
Фо́рум тихоокеа́нских острово́в (англ. Pacific Islands Forum) — межправительственная организация, основной целью которой является углубление сотрудничества между независимыми государствами Тихого океана и представление их интересов. Форум был основан в 1971 году под названием Южнотихоокеа́нский фо́рум (англ. South Pacific Forum), но в 2000 году для корректного отражения географического положения его членов, которые находятся как в северной, так и в южной частях Тихого океана, организация была переименована в Форум тихоокеанских островов.
Членами форума являются Австралия, Вануату, Новая Зеландия, Ниуэ, Острова Кука, Папуа — Новая Гвинея, Самоа, Соломоновы Острова, Тонга, Тувалу и Фиджи. С 2006 года ассоциированными членами ФТО стали заморские территории Франции — Новая Каледония и Французская Полинезия. Пять государств Микронезии: Маршалловы Острова, Кирибати, Науру, Федеративные Штаты Микронезии и Палау входили в ФТО до февраля 2021 года.
Приведение в исполнение решений Форума осуществляется Секретариатом Форума тихоокеанских островов (англ. Pacific Islands Forum Secretariat), созданном на основе Южнотихоокеанского бюро по экономическому сотрудничеству (англ. South Pacific Bureau for Economic Co-operation). Секретариат согласует региональные точки зрения в вопросах политики и экономики, а также разрабатывает программы экономического, транспортного и торгового сотрудничества и возглавляет Совет региональных организаций в Тихом океане (англ. Council of Regional Organisations in the Pacific).
Самые благополучные с экономической точки зрения государства-члены Форума, как и самые крупные по численности населения, — Австралия и Новая Зеландия. Поэтому эти два государства выступают жизненно важными для других стран Океании донорами в экономику развивающихся стран и рынками сбыта для их продукции (например, торговое соглашение между Фиджи и Австралией по вопросам экспорта продукции текстильной промышленности). Помимо этого, Австралия и Новая Зеландия являются гарантами стабильности и безопасности в регионе, в частности, обладают правом введения на территорию других государств-членов своих войск для поддержания порядка/стабилизации в странах ФТО (мандат на это был предоставлен после подписания главами государств-членов Бикетавской Декларации (англ. Biketawa Declaration) на 31-м саммите Форума тихоокеанских островов в Кирибати в октябре 2000 года).

## История
Первая встреча участников Южнотихоокеанского Форума была инициирована Новой Зеландией и проводилась с 5 по 7 августа 1971 года в Веллингтоне. На Форуме было представлено 7 государств, включая президента Науру, премьер-министра Западного Самоа, Тонга и Фиджи, премьера Островов Кука, австралийского министра по делам внешних территорий и премьер-министра Новой Зеландии. Эта встреча была больше похоже на неофициальное и неформальное обсуждение широкого круга вопросов, которые так или иначе касались жизни народов, населявших южную часть Тихого океана. Особое внимание уделялось вопросам торговли, судоходства, туризма и образования. С тех пор такие встречи проводились ежегодно в какой-нибудь из стран-участников Южнотихоокеанского Форума. В 1999 году, на 30-м Южнотихоокеанском Форуме, было принято решение о переименовании организации в Форум тихоокеанских островов и о расширении вопросов, входящих в круг обсуждения этой организации.
2 мая 2009 Фиджи исключена из Форума, в связи с нарушением прав человека.

## Основные направления деятельности
Цель Форума Тихоокеанских островов — действовать при поддержке правительств стран-участников Форума для увеличения экономического и социального благополучия людей в южной части Тихого океана посредством углубления сотрудничества между правительствами и международными организациями. На сегодняшний день основными направлениями Форума являются поддержание безопасности, развитие экономического сотрудничества в рамках региона, решение социально-экономических проблем, а также деятельность по защите окружающей среды.

### Безопасность
Структура региональной безопасности состоит  из ряда принятых Форумом деклараций. 

В 1992 году Форумом была принята декларация Хониара, целью которой было сближение стран по борьбе с различными видами преступной деятельности. Признавалась необходимость создания законодательной базы в данной сфере, а также создания структуры, контролирующей действия в данном направлении, в связи с чем в 1997 году была принята Декларация Аитутаки, которая не только способствовала усилению координации между государствами, но и признавала необходимость ежегодных встреч,  а также присутствие вооруженных сил на своих территориях. 

В 2000 году в связи с межэтническими конфликтами на Соломоновых островах была принята декларация Бикетава,  центральным вопросом которой стало вмешательство во внутренние конфликты. Основными принципами декларации стали демократическое управление, верховенства закона, а также невмешательство во внутренние дела других членов Форума. 

События 11 сентября 2001 года заставили правительства Австралии, Новой Зеландии, а также островных стран пересмотреть своё отношение к угрозе распространения терроризма. Форум Насонини 2002 года вновь подтвердил необходимость сотрудничества правоохранительных органов, которую стороны попытались оформить в декларации Насонини. Основной декларации стала декларация Хониара 1992 года, а основными направлениями стали борьба с отмыванием денег, торговлей наркотиками, терроризмом и контрабандой людей. 

### Экономическое сотрудничество
Основополагающими документами в структуре экономического сотрудничества Океании являются Соглашение об установлении более тесных экономических отношений(PACER), подписанное 18 августа 2001, а также первое соглашение о Свободной Торговле(PICTA), подписанное 18 августа 2001 и вступившее в силу 13 апреля 2003 года. Данное соглашение имело своей целью установление более близких торговых связей между странами Форум и определило цели и направления зоны свободной торговли. Прежде всего, в зоне свободной торговли действует принцип равного обращения:  все товары  должны рассматриваться одинаково.  Второй принцип заключается в том, что нельзя допускать дискриминации в отношении иностранных товаров и продуктов. Таким образом, страны должны отказаться от тарифов на импортные товары, импортных квот и различного рода субсидий, что ведет к уменьшению государственного дохода, подорожанию иностранных продукции и угрожает местному производству.

### Социальное обеспечение
В социальном обеспечении Форум Тихоокеанского региона работает в нескольких направлениях: это прежде всего система здравоохранения, а также вопросы продовольственного снабжения и развитие соответствующих институтов.
Кроме того, ввиду тяжелой социально-экономической ситуации в  большинстве стран региона Форум предпринимает меры по борьбе с распространенными в регионе инфекционными заболеваниями. Наконец, на уровне министров осуществляются превентивные меры по развитию образования и обеспечения базовой грамотности для жителей Океании.

### Климат
По очевидным причинам наибольшее внимание уделяется изменению климата, так как стихия - это самая главная угроза для существования народов Тихого океана. Подъём уровня моря, вторжение соленой воды в пресные воды,увеличение катаклизмов или обесцвечивание кораллов, ведущее к вымиранию прибрежной экосистемы, могут стать смертельно опасными для островитян. Наиболее характерным примером является Тувалу, в котором уровень суши — 1 метр над уровнем моря.

## Участники
В феврале 2021 года пять стран Микронезии заявили о выходе из Форума из-за недовольства итогами выборов генерального секретаря организации. Ожидалось, что будет обычная ротация поста генсека между странами Полинезии, Микронезии и Меланезии, и генеральный секретарь будет избран из одной из стран Микронезии, однако этого не случилось, а на выборах победил представитель от Полинезии — бывший премьер-министр Островов Кука Генри Пуна. 
|                                          |                            |                           |                                  |     |  |
| Государства-члены                        |                            |                           |                                  |     |  |
| Австралия (AU)                           | Тувалу (TV)                | Вануату (VU)              | Соломоновы Острова (SB)          |     |  |
| Острова Кука (CK)                        | Самоа (WS)                 | Папуа — Новая Гвинея (PG) | Тонга (TO)                       |     |  |
| Ниуэ (NU)                                | Новая Зеландия (NZ)        | Фиджи (FJ)                | Кирибати (KI)                    |     |  |
| Маршалловы Острова (MH)                  | Палау (PW)                 | Науру (NR)                | Микронезия (FM)                  |     |  |
| Новая Каледония (NC)                     | Французская Полинезия (PF) |                           |                                  |     |  |
| Ассоциированные члены                    | Ассоциированные члены      | Наблюдатели               | Наблюдатели                      |     |  |
| Американское Самоа (AS)                  | Гуам (GU)                  | Восточный Тимор (TL)      | Северные Марианские Острова (MP) |     |  |
| Токелау (TK)                             | Уоллис и Футуна (WF)       | Азиатский банк развития   | Всемирный банк                   | ООН |  |
| Содружество наций                        |                            |                           |                                  |     |  |
| Аббревиатуры смотри в статье ISO 3166-1. |                            |                           |                                  |     |  |

Форум также тесно сотрудничает и ведёт диалог с 12 партнёрами: Великобританией, Европейским союзом, Индией, Индонезией, Канадой, Китаем, Малайзией, США, Филиппинами, Францией, Южной Кореей, Японией.

## Институты и правовые рамки
Секретариат Форума тихоокеанских островов был создан в 1972 году и носил название Торговое бюро (англ. Trade Bureau), которое в дальнейшем было переименовано в Южнотихоокеанское бюро по экономическому сотрудничеству. Название Секретариат Южнотихоокеанского форума было одобрено правительствами стран-членов в 1988 году, а Секретариат Форума тихоокеанских островов в 2000 году.
Структура Форума является по-своему уникальной: отсутствие официальной Конституции в Форуме Тихоокеанских Островов придает ему гибкость, а отсутствие  системы голосования поощряет принятие решений на основе консенсуса.
В структуре Секретариата Форума тихоокеанских островов действуют четыре подразделения:
1. Развития и экономической политики;
2. Торговли и инвестиций;
3. Политических, международных и правовых дел;
4. Корпоративной службы.

## Саммиты
| Встречи Форума | Встречи Форума       | Встречи Форума | Встречи Форума      | Встречи Форума       | Встречи Форума      |
| -------------- | -------------------- | -------------- | ------------------- | -------------------- | ------------------- |
| 1971           | Новая Зеландия       | Веллингтон     | 1990                | Вануату              | Порт-Вила           |
| 1972           | Австралия            | Канберра       | 1991                | Микронезия           | Паликир             |
| 1972           | Фиджи                | Сува           | 1992                | Соломоновы Острова   | Хониара             |
| 1973           | Самоа                | Апиа           | 1993                | Науру                | Айво                |
| 1974           | Острова Кука         | Раротонга      | 1994                | Австралия            | Брисбен             |
| 1975           | Тонга                | Нукуалофа      | 1995                | Папуа — Новая Гвинея | Маданг              |
| 1976           | Новая Зеландия       | Роторуа*       | 1996                | Маршалловы Острова   | Маджуро             |
| 1976           | Науру                | Айво           | 1997                | Острова Кука         | Раротонга           |
| 1976           | Фиджи                | Сува*          | 1998                | Микронезия           | Паликир             |
| 1977           | Папуа — Новая Гвинея | Порт-Морсби    | 1999                | Палау                | Корор               |
| 1978           | Ниуэ                 | Алофи          | 2000                | Кирибати             | Южная Тарава        |
| 1979           | Соломоновы Острова   | Хониара        | 2001                | Науру                | Айво                |
| 1980           | Кирибати             | Южная Тарава   | 2002                | Фиджи                | Сува                |
| 1980           | Индия                | Нью-Дели       | 2003                | Новая Зеландия       | Окленд              |
| 1981           | Вануату              | Порт-Вила      | 2004                | Самоа                | Апиа                |
| 1982           | Новая Зеландия       | Роторуа        | 2005                | Папуа — Новая Гвинея | Маданг              |
| 1983           | Австралия            | Канберра       | 2006                | Фиджи                | Нади                |
| 1984           | Тувалу               | Фунафути       | 2007                | Тонга                | Нукуалофа           |
| 1985           | Острова Кука         | Раротонга      | 2008                | Ниуэ                 | Алофи               |
| 1986           | Фиджи                | Сува           | * небольшие встречи | * небольшие встречи  | * небольшие встречи |
| 1987           | Самоа                | Апиа           | * небольшие встречи | * небольшие встречи  | * небольшие встречи |
| 1988           | Тонга                | Нукуалофа      | * небольшие встречи | * небольшие встречи  | * небольшие встречи |
| 1989           | Кирибати             | Южная Тарава   | * небольшие встречи | * небольшие встречи  | * небольшие встречи |